# Цървени брегове
Цървени брегове (на македонска литературна норма: Црвени Брегови) е село в Северна Македония, в община Неготино.

## География
Цървени брегове е разположено на 5 километра северно от град Неготино, на десния бряг на Вардар, над село Криволак. Източно от селото минава магистралата Е75. В селото няма църква и то е изоставено.